# Chilliwack
Chilliwack – miasto w Kanadzie w południowej części prowincji Kolumbia Brytyjska.
- Powierzchnia: 257,96 km²
- Ludność: 76 236 (2006)
- Rok założenia: 1873

## Sport
- Chilliwack Bruins – klub hokejowy